# Flachglasuniversität
Der Begriff Flachglasuniversität (englisch: plateglass university) bezieht sich als Sammelbegriff auf den architektonischen Stil und die zeitliche Einordnung von ab der Mitte des 20. Jahrhunderts gegründeten Universitäten im Vereinigten Königreich und Irland. Die ersten Flachglasuniversitäten wurden in den späten 1950er und frühen 1960er Jahren gegründet, noch vor Erscheinen des Robbins Report im Jahr 1963. Dieser hatte in England maßgeblich für die Neugründung zahlreicher neuer Universitäten argumentiert, und den Bedarf für die ersten sieben Flachglasuniversitäten definiert. Auch in Irland wurden ab den 1960er Jahren insgesamt elf technische Institute als Flachglasinstitute neu gegründet.

## Terminologie

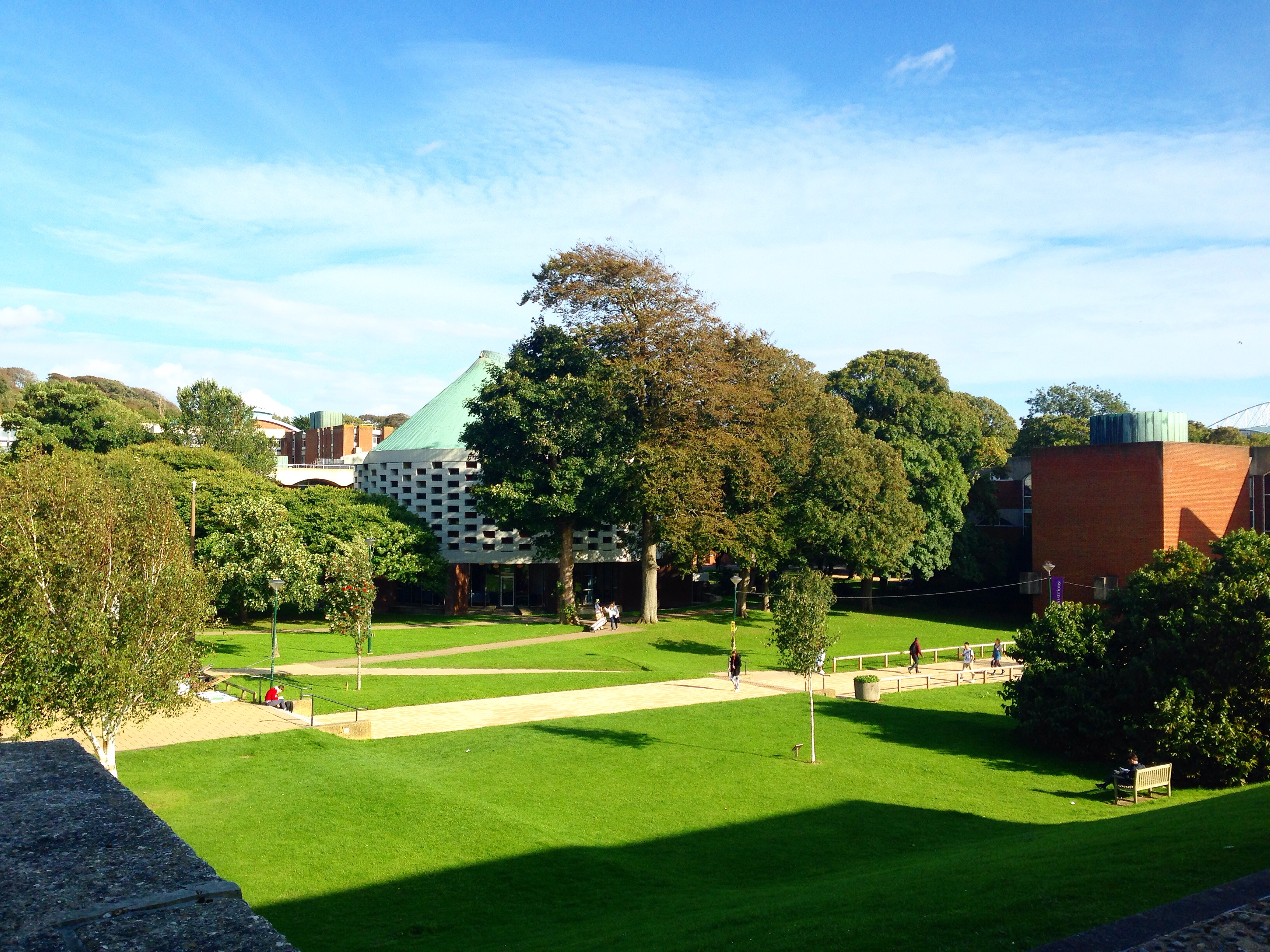
Die University of Sussex als eine der ersten Flachglasuniversitäten

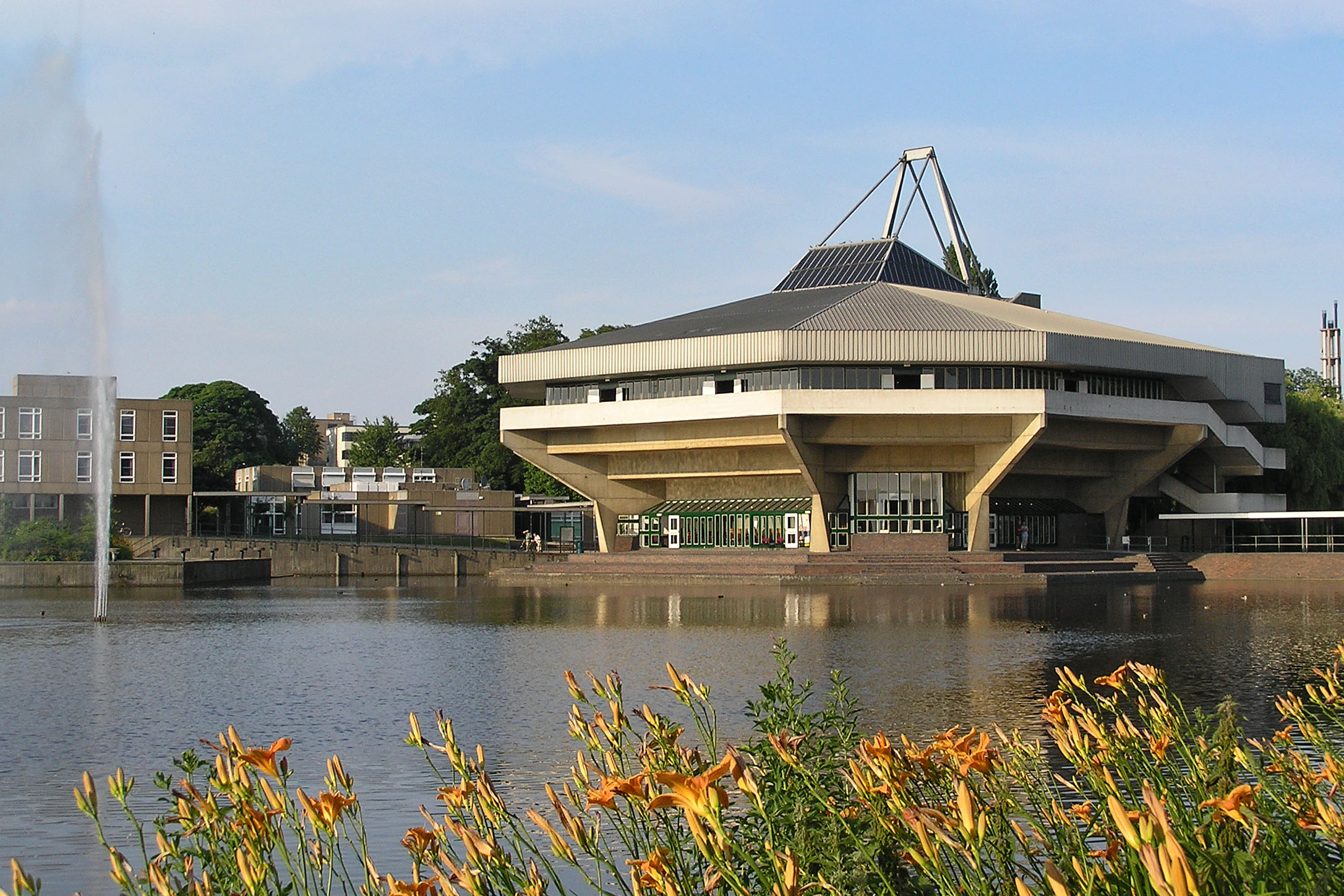
Haupthalle der University of York

Der Begriff Flachglas (Original: plateglass) wurde das erste Mal von Michael Beloff in einem Buch über die neu gegründeten Universitäten der 1960er Jahre verwendet, und bezog sich auf den modernen Architekturstil, der häufig weitläufige Glas- und Betonkonstruktionen verwendet. Dies steht im Kontrast zu den häufig im viktorianisches Baustil bestehenden Backsteinuniversitäten (wie z. B. der University of Birmingham) sowie den deutlich älteren mittelalterlichen Universitäten (wie z. B. die University of Oxford).

## Universitäten
Beloff listet in seinem Buch ursprünglich sieben Universitäten als Flachglasuniversitäten. Diese sind auch zugleich die sieben auf Grundlage des Robbins Report gegründeten Institute:
- University of East Anglia (1963)
- University of Essex (1964/5)
- University of Kent (1965)
- Lancaster University (1964)
- University of Sussex (1961)
- University of Warwick (1965)
- University of York (1963)

Anders als die zuvor bestehenden Universitäten, die zumeist nach der Stadt ihres Hauptsitzes benannt sind (z. B. die University of Cambridge in Cambridge) wurden die neuen Universitäten ab 1950 typischerweise nach dem County benannt, aus deren Einzugsgebiet ihre Studenten kamen. Die Universitäten in Colchester, Canterbury und Brighton wurden nach dem drumherum liegenden County benannt (Essex, Kent und Sussex). Die Universitäten in Coventry im County Warwickshire wurde nach der County-Hauptstadt Warwick benannt. Die Universität Norwich im County Norfolk wurde nach dem weiteren Gebiet East Anglia benannt, welches auch Suffolk und Essex beinhaltet. Die Universitäten in Lancashire und Yorkshire wurden in den County-Hauptstädten Lancaster und York benannt, obwohl dort bereits etablierte Universitäten zu finden waren (Manchester und Liverpool in Lancashire; Sheffield, Leeds und Hull in Yorkshire).
Seit dem britischen Further and Higher Education Act 1992 wurden die neuen Flachglasuniversitäten erneut nach den Städten benannt, in denen sie liegen: Brighton, Canterbury Christ Church, Coventry, Norwich University of the Arts und York St John.
Weitere Flachglasuniversitäten sind seither gegründet worden:
(Das Datum ist das der Erreichung des Universitätsstatus, nicht das der Gründung als z. B. College of advanced technology, CAT)
- Aston University (1966) – zuvor Birmingham CAT[6]
- University of Bath (1966) – zuvor Bristol College of Science and Technology[7]
- University of Bradford (1966) – zuvor Bradford Institute of Technology[8]
- Brunel University (1966) – zuvor Brunel CAT; hiernach 2014 Umbenennung in Brunel University London
- University of Buckingham (1983) – zuvor University College at Buckingham (ab 1973)
- City University, London (1966) – zuvor Northampton CAT; wurde eine College der University of London und nannte sich 2016 um in City, University of London
- Heriot-Watt University (1966) – zuvor School of Arts of Edinburgh
- Keele University (1962) – zuvor North Staffordshire University College
- Loughborough University (1966) – zuvor Loughborough CAT
- Newcastle University (1963) – zuvor King’s College, University of Durham
- Open University (1969) – Neugründung als Fernuniversität
- University of Salford (1967) – zuvor Salford CAT
- University of Dundee (1969) – zuvor Queen’s College Dundee, Teil der University of St Andrews[9]
- University of Stirling (1967) – Neugründung
- University of Strathclyde (1964) – zuvor the Royal College of Science and Technology
- University of Surrey (1966) – zuvor Battersea CAT
- New University of Ulster (1968) – Neugründung; 1969 Zusammenschluss mit dem älteren Magee University College; 1984 weiterer Zusammenschluss mit der Ulster Polytechnic und Umbenennung in University of Ulster[10][11]